# Cantó de Briec
El cantó de Briec (bretó Kanton Brieg) és una divisió administrativa francesa situat al departament de Finisterre a la regió de Bretanya.

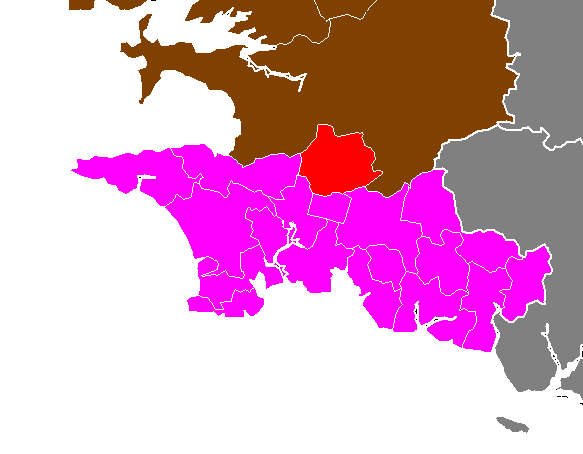
Situació del cantó

## Composició
El cantó aplega 5 comunes :
| Nom bretó    | Nom francès  | Nom gal·ló |
| Brieg        | Briec        | ---        |
| Edern        | Edern        | ---        |
| Landrevarzeg | Landrévarzec | ---        |
| Landudal     | Landudal     | ---        |
| Langolen     | Langolen     | ---        |

## Història
| Data d'elecció                           | Identitat      | Partit    | Qualitat |
| ---------------------------------------- | -------------- | --------- | -------- |
| 2001-                                    | Yvonne Guillou | RPR i UMP |          |
| les dades anteriors no són pas conegudes |                |           |          |
|                                          |                |           |          |